# Cryptonothrotes
Cryptonothrotes is een geslacht van rechtvleugeligen uit de familie Pamphagidae. De wetenschappelijke naam van dit geslacht is voor het eerst geldig gepubliceerd in 2004 door La Greca.

## Soorten
Het geslacht Cryptonothrotes  is monotypisch en omvat slechts de volgende soort:
- Cryptonothrotes pseudoapterus (La Greca, 2004)